# Фурнол
Фурнол (фр. Fournols) насеље је и општина у централној Француској у региону Оверња, у департману Пиј де Дом која припада префектури Амбер.
По подацима из 2011. године у општини је живело 338 становника, а густина насељености је износила 11,65 становника/km². Општина се простире на површини од 29,02 km². Налази се на средњој надморској висини од 1 000 метара (максималној 1.200 m, а минималној 938 m).

## Демографија
| 1962. | 1968. | 1975. | 1982. | 1990. | 1999. | 2011. |
| ----- | ----- | ----- | ----- | ----- | ----- | ----- |
| 555   | 552   | 545   | 512   | 546   | 480   | 338   |

График промене броја становника у току последњих година